# Giro di Puglia 1984
Il Giro di Puglia 1984, tredicesima edizione della corsa, si svolse dal 25 al 28 aprile 1984 su un percorso totale di 753,5 km, ripartiti su 4 tappe. La vittoria fu appannaggio dell'italiano Giovanni Mantovani, che completò il percorso in 20h22'41", precedendo i connazionali Claudio Torelli e Gianbattista Baronchelli.

## Tappe
| Tappa  | Data      | Percorso             | km    | Vincitore di tappa | Leader cl. generale |
| ------ | --------- | -------------------- | ----- | ------------------ | ------------------- |
| 1ª     | 25 aprile | ? > ?                | ?     | Giovanni Mantovani | Giovanni Mantovani  |
| 2ª     | 26 aprile | ? > ?                | ?     | Giovanni Mantovani | Giovanni Mantovani  |
| 3ª     | 27 aprile | Manfredonia > Ostuni | 228   | Guido Bontempi     | Giovanni Mantovani  |
| 4ª     | 28 aprile | ? > ?                | 196   | Moreno Argentin    | Giovanni Mantovani  |
| Totale | Totale    | Totale               | 753,5 |                    |                     |

## Dettagli delle tappe

### 1ª tappa
- 25 aprile: ? > ? – ? km

Risultati
| Pos. | Corridore          | Squadra | Tempo |
| ---- | ------------------ | ------- | ----- |
| 1    | Giovanni Mantovani | Malvor  | ?     |

| Pos. | Corridore          | Squadra | Tempo |
| ---- | ------------------ | ------- | ----- |
| 1    | Giovanni Mantovani | Malvor  | ?     |

### 2ª tappa
- 26 aprile: ? > ? – ? km

Risultati
| Pos. | Corridore          | Squadra | Tempo |
| ---- | ------------------ | ------- | ----- |
| 1    | Giovanni Mantovani | Malvor  | ?     |

| Pos. | Corridore          | Squadra | Tempo |
| ---- | ------------------ | ------- | ----- |
| 1    | Giovanni Mantovani | Malvor  | ?     |

### 3ª tappa
- 27 aprile: Manfredonia > Ostuni – 228 km

Risultati
| Pos. | Corridore      | Squadra    | Tempo    |
| ---- | -------------- | ---------- | -------- |
| 1    | Guido Bontempi | Carrera    | 6h02'58" |
| 2    | Paolo Rosola   | Bianchi-P. | s.t.     |
| 3    | Mario Noris    | Atala      | s.t.     |

| Pos. | Corridore          | Squadra | Tempo |
| ---- | ------------------ | ------- | ----- |
| 1    | Giovanni Mantovani | Malvor  | ?     |

### 4ª tappa
- 28 aprile: ? > ? – 196 km

Risultati
| Pos. | Corridore          | Squadra    | Tempo    |
| ---- | ------------------ | ---------- | -------- |
| 1    | Moreno Argentin    | Sammontana | 5h24'20" |
| 2    | Giovanni Mantovani | Malvor     | s.t.     |
| 3    | Dag Erik Pedersen  | Murella    | s.t.     |

## Classifiche finali

### Classifica generale
| Pos. | Corridore                | Squadra                  | Tempo     |
| ---- | ------------------------ | ------------------------ | --------- |
| 1    | Giovanni Mantovani       | Malvor-Bottecchia        | 20h22'41" |
| 2    | Claudio Torelli          | Sammontana-Campagnolo    | a 8"      |
| 3    | Gianbattista Baronchelli | Murella-Rossin           | a 11"     |
| 4    | Silvano Contini          | Bianchi-Piaggio          | a 13"     |
| 5    | Steen-Michael Petersen   | Fanini-Wührer-Sibicar    | a 15"     |
| 6    | Vittorio Algeri          | Metauro-Mobili           | s.t.      |
| 7    | Pierino Gavazzi          | Atala-Campagnolo         | s.t.      |
| 8    | Gottfried Schmutz        | Dromedario-Laminox-Fibok | s.t.      |
| 9    | Emanuele Bombini         | Del Tongo-Colnago        | a 16"     |
| 10   | Franco Chioccioli        | Murella-Rossin           | s.t.      |